# Е3 саксо банк класик 2025.
Е3 саксо банк класик 2025. било је 67. издање једнодневне бициклистичке трке Е3 саксо банк класика, која је одржана 28. марта у Белгији, као 11 трка у оквиру UCI ворлд тура 2025.
Укупна дужине износила је 208 km. Старт и циљ су били у Харелбекеу, вожено је 17 успона, од којих су неки били калдмисани и пет калдрмисанкх сектора, док је последњих 20 km вожено по равном. Најпознатији калдрмисани успони били су Ауде Кваремонт и Патеберг, гдје је максимални нагиб био 20%.
Бранилац титуле је био Метју ван дер Пул, док су највећи фаворити били Ван дер Пул, Ваут ван Арт, Мадс Педерсен и Олав Кој, а међу осталим фаворитима били су Матео Јоргенсон, Стефан Кинг, Филипо Гана и Мајкл Метјуз.
На око 80 km до циља Мадс Педерсен је напао, што је пратио Ван дер Пул а затим их је на спусту достигао Гана и дошли су до Каспера Педерсена и Аимеа де Гента који су били у бијегу. На успону Ауде Кваремонт Ван дер Пул је возио на темпо, што је пратио само Мадс Педерсен, а затим је отпао и он на 39 km до циља. Ван дер Пул је освојио трку минут испред Мадса Педерсена, док је на трећем мјесту завршио Гана, два минута иза, а на четвртом Каспер Педерсен.

## Тимови
На трци је учествовало 25 тимова, са по седам возача. Свих 18 ворлд тур тимова имало је аутоматску позивницу и били су обавезни да учествују пошто је трка била у ворлд туру прије 2017. године, док су два најбоља про тур тима за претходну сезону такође имали аутоматску позивницу за све ворлд тур трке и трећи за све једнодневне ворлд тур трке, али нису били обавезни да учествују. Лото, Израел—премијер тех и Уно—Х мобилити су били најбољи про тур тимови на крају сезоне 2024. и одлучили су да учествују, док су специјалне позивнице добили Ку 36.5 про сајклинг, Тотал енержис, Тудор про сајклинг и Фландерс—балојсе.
UCI ворлд тур тимови:
| - Алпесин—декунинк - Аркеа—бб хотелс - Бахреин—викторијус - Визма—лејз а бајк - Групама—ФДЈ - Декатлон АГ2Р ла мондијал - ЕФ едукејшон—изипост - Инеос гренадирс - Интермарше—ванти | - Кофидис - Лидл—трек - Мовистар - Пикник постнл - Ред бул—Бора–ханзго - Судал—Квик-степ - УАЕ тим емирејтс ХРГ - ХДС Астана - Џејко—алула |

UCI про тур тимови:
| - Ку 36.5 про сајклинг - Израел—премијер тех - Лото - Тотал енержис | - Тудор про сајклинг - Уно—Х мобилити - Фландерс—балојсе |

## Новчане награде и бодови

### Новчане награде
Укупан новчани фонд је износио 40.000 евра и додјељивао се за првих 20 возача. Побједник је добио 16.000 евра, другопласирани 8.000, а трећепласирани 4.000 евра. Возачи од 10 до 20 мјеста добијали су по 400 евра.
| Поз.  | 1.     | 2.    | 3.    | 4.    | 5     | 6—7.  | 8—9. | 10—20. |
| Износ | 16.000 | 8.000 | 4.000 | 2.000 | 1.600 | 1.200 | 800  | 400    |

### Бодови
Бодове у UCI свјетском рангирању добили су првих 60 возача. Побједник трке је добио 400, другопласирани 320, трећепласирани 260, четвртопласирани 220, а петопласирани 180.
| Поз. | 1.  | 2.  | 3.  | 4.  | 5   | 6.  | 7.  | 8.  | 9. | 10. | 11. | 12. | 13. | 14. | 15. | 16.-20. | 21.-30. | 31.-50. | 51.-55. | 56.-60. |
| Бод. | 400 | 320 | 260 | 220 | 180 | 140 | 120 | 100 | 80 | 68  | 56  | 48  | 40  | 32  | 28  | 24      | 16      | 8       | 4       | 2       |

## Резултати
Трку је стартовало 175 возача, а завршило је 132.
| Позиција | Возач                   | Тим                  | Вријеме    |
| -------- | ----------------------- | -------------------- | ---------- |
| 1.       | Метју ван дер Пул (ХОЛ) | Алпесин—декунинк     | 4ч 38' 11" |
| 2.       | Мадс Педерсен (ДАН)     | Лидл—трек            | + 1' 05"   |
| 3.       | Филипо Гана (ИТА)       | Инеос гренадирс      | + 2' 04"   |
| 4.       | Каспер Педерсен (ДАН)   | Судал—Квик-степ      | + 2' 33"   |
| 5.       | Јаспер Стојвен (БЕЛ)    | Лидл—трек            | + 2' 33"   |
| 6.       | Стефан Кинг (ШВА)       | Групама—ФДЈ          | + 2' 33"   |
| 7.       | Аиме де Гент (БЕЛ)      | Кофидис              | + 2' 33"   |
| 8.       | Тим Веленс (БЕЛ)        | УАЕ тим емирејтс ХРГ | + 2' 35"   |
| 9.       | Матео Јоргенсон (САД)   | Визма—лејз а бајк    | + 2' 38"   |
| 10.      | Мајк Теунисен (ХОЛ)     | ХДС Астана           | + 2' 43"   |